# Доблежиче
Доблежиче (словен. Dobležiče) — поселення в общині Козє, Савинський регіон, Словенія. Висота над рівнем моря: 339,5 м. 